# Paul Majunke

Paul Majunke (1842–1899). Foto eines unbekannten Fotografen (um 1874)

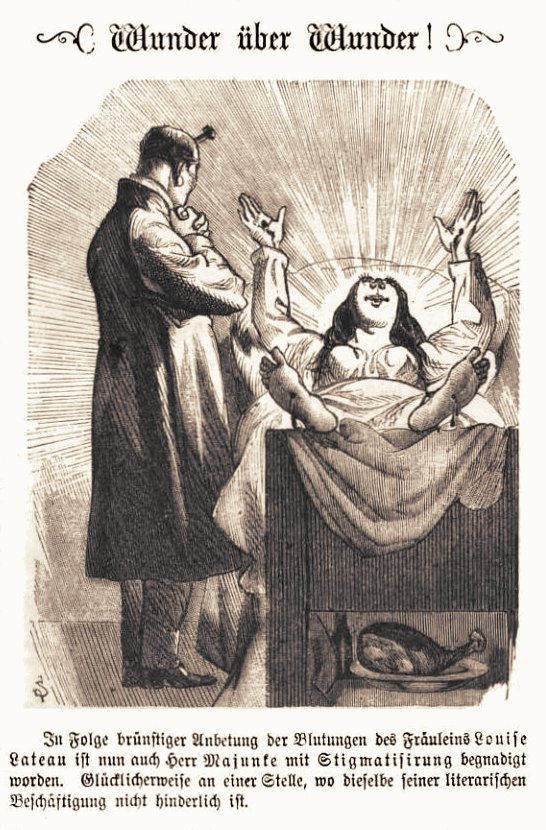
Karikatur zu Paul Majunke (mit einem Kreuznagel in der Stirn) am Bett der der aus Händen und Füßen blutenden Louise Lateau (mit Nahrungsmitteln unterm Bett) im Kladderadatsch (1874)

Paul Majunke (* 14. Juli 1842 in Groß-Schmograu bei Wohlau; † 21. Mai 1899 in Hochkirch bei Glogau) war ein deutscher katholischer Priester, Publizist und Politiker der Zentrumspartei.

## Leben
Majunke besuchte – offenbar als Konviktuale – das Jesuitengymnasium St. Matthias in Breslau, und studierte von 1861 bis 1866 Theologie und Rechtswissenschaften an der dortigen Universität. In Rom wurde er zum Dr. theol. promoviert. Anschließend unternahm er Reisen durch Europa. Im Jahr 1867 wurde Majunke zum Priester geweiht. Danach war er als Kaplan in Neusalz an der Oder und in Breslau tätig. Später war er Redakteur der Kölnischen Volkszeitung von Julius Bachem. Im Jahr 1870 wurde er entlassen, weil sein Schreibstil als zu scharf erschien. Anschließend war er vorübergehend Pfarrer in Glogau.
Seit 1871 war er der erste Chefredakteur der neu gegründeten Zeitung Germania. Dieses Blatt stand der Zentrumspartei sehr nah. Unter der Leitung von Majunke wurde die Germania zu einer der führenden katholischen Tageszeitungen. Im Kulturkampf schrieb Majunke zahlreiche scharfe Artikel zur Verteidigung der katholischen Sache gegenüber der preußischen Regierung. Zusammen mit 14 anderen katholischen Geistlichen aus Berlin und Charlottenburg erklärte er 1871 seinen Anschluss an „das Vorgehen der Münchener Pfarrer“ gegen den Unfehlbarkeits-Kritiker Ignaz von Döllinger und seine „rückhaltlose Unterwerfung unter die Beschlüsse des vaticanischen Concils“.
1874 exponierte er sich mit der Auffassung, dass es sich bei den mit weiteren angeblichen Wundern verbundenen Stigmata der Louise Lateau aus Bois d’Haine um einen zweckgerichteten Fall „des unmittelbaren Eingreifens Gottes in die natürliche Weltordnung gerade zu jetziger Zeit“ handele, was ihm Zustimmung, aber auch beißenden Spott einbrachte. Die seiner Meinung nach „vergeblichen Anstrengnungen“, welche die „moderne Wissenschaft“ unternommen habe, um die – von ihm selbst als faktisch gegeben angenommenen – „übernatürlichen Erscheinungen an der Stigmatisirten zu Bois d’Haine“ auf eine „natürliche Weise“ zu erklären, brachten ihn im Nachgang dazu, der „modernen naturwissenschaftlichen ‚Forschung‘“ u. a. am Beispiel des Darwinismus „Ohnmacht“ zu attestieren.
Majunke war in dem Prozess, der in März und April 1879 in Zusammenhang mit den Marienerscheinungen in Marpingen 1876/1877 geführt wurde, an welche er „fest und steif“ geglaubt haben soll, als Zeuge geladen. Im Gerichtssaal lieferte er sich verbale Scharmützel mit dem Kammerpräsidenten, der ihm schließlich wegen eines – wie es heißt – halblauten Zwischenrufs drohte, ihn hinausführen zu lassen.
Von 1874 bis 1884 war Majunke Abgeordneter der Zentrumspartei im Reichstag und von 1878 bis 1884 Mitglied des preußischen Abgeordnetenhauses.
Wegen seiner Presseartikel war Majunke wegen Pressevergehen und Majestätsbeleidigung zu zwei Jahren Gefängnis verurteilt worden. Seine tatsächliche Verhaftung im Jahr 1874 löste breite Kritik aller politischen Parteien aus, weil sie die Immunität als Abgeordneter missachtete. In der Folge wollte Otto von Bismarck sogar zurücktreten. Das Gesuch wurde von Kaiser Wilhelm I. aber zurückgewiesen.
Mit dem Nachlassen des Kulturkampfes bemühte sich auch das katholische Lager um Deeskalation. Weil die kompromisslosen Artikel Majunkes diesem Ziel entgegenstanden, verlor er seine führende Position in der Zeitung Germania. Stattdessen war er von 1878 bis 1884 Herausgeber der „Centrums-Correspondenz“.
Als er 1884 nicht mehr wiedergewählt wurde, wurde er Pfarrer in Hochkirch. Er blieb weiter als Autor tätig und wandte sich nunmehr scharf gegen das protestantische Preußentum. Mit seiner Unnachgiebigkeit brachte er seine Partei zeitweise in Verlegenheit, eine nennenswerte Wirkung hatten seine Schriften aber nicht mehr, sondern isolierten ihn zunehmend. Ein wohlmeinender Zeitungsartikel, der im Jahr 1887 einen „alte(n) Zwiespalt“ zwischen Zentrumsführer Ludwig Windthorst und Majunke wegen eines „widersinnigen Artikel(s)“ des letzteren thematisierte, nannte ihn einen „Theoretiker ohne Sinn fürs praktische Leben“; auch wenn er jetzt „den Gekränkten“ spiele, bleibe er aber doch „eine ideale Gestalt, die für ihre Überzeugungen nie die schwersten Opfer gescheut habe“.

## Auszeichnungen
- Im Frühjahr 1876 wurde Majunke von Pius IX. in Privataudienz empfangen. Der Papst soll sich dabei „mit außerordentlichem Wohlwollen“ mit ihm unterhalten und seine höchste Zufriedenheit „mit dem Eifer und der Ergebenheit“, mit denen Majunke der katholischen Sache diene, durch Übergabe einer „großen goldenen Medaille“ zum Ausdruck gebracht haben.[12]
- Mittels eines päpstlichen Breve wird Majunke 1887 „für seine literarische Thätigkeit und seine stets bewiesene Treue gegen den heil[igen] Stuhl der Dank des heil[igen] Vaters ausgesprochen und der apostolische Segen ertheilt.“[13]

## Schriften (Auswahl)
- Louise Lateau, ihr Wunderleben und ihre Bedeutung im deutschen Kirchenconflikte. Germania, Berlin 1874 (online bei Google Books).
- Die Ohnmacht der modernen naturwissenschaftlichen „Forschung“. Studien aus Büchner und Darwin (Separatdruck). Germania, Berlin 1876 (online bei Google Books).
- Geschichte des „Culturkampfes“ in Preußen-Deutschland. Schöningh, Paderborn und Münster 1886 (online bei Google Books).
- Das Alter der Lehnin'schen Weissagung. In: Historisch-politische Blätter für das katholische Deutschland 114 (1894), S. 661–667 (online bei Internet Archive).[10]